# Storthyngura digitata
Storthyngura digitata är en kräftdjursart som beskrevs av Menzies 1962C. Storthyngura digitata ingår i släktet Storthyngura och familjen Munnopsidae. Inga underarter finns listade i Catalogue of Life.